# チャーリー・クレスウェル
チャーリー・リチャード・クレスウェル（Charlie Richard Cresswell, 2002年8月17日 - ）は、イングランドのランカシャー州プレストン出身のプロサッカー選手。リーグ・アンのトゥールーズFC所属。ポジションはディフェンダー。

## 経歴

### リーズ・ユナイテッド
2013年からリーズ・ユナイテッドFCのユースアカデミーに所属。
2020年9月16日、EFLカップのハル・シティAFC戦に出場してトップチームデビューした。11月19日にはリーズと2023年夏までの契約延長に合意した。
2021年9月25日のウェストハム・ユナイテッドFC戦で、プレミアリーグの公式戦に初出場した。

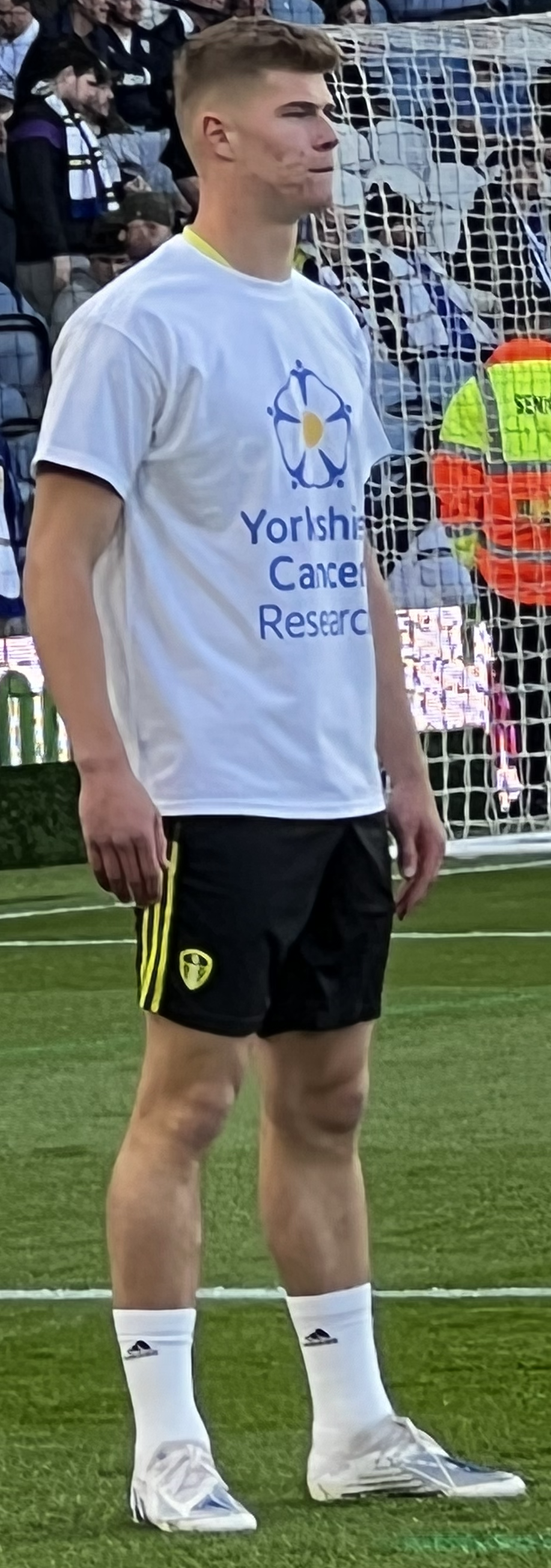
リーズ・ユナイテッドFCでのクレスウェル
(2022年)

2023年7月にリーズと新たに4年契約を結んだ。

#### ミルウォール
2022年7月4日、EFLチャンピオンシップのミルウォールFCへ期限付き移籍した。30日のストーク・シティFC戦で移籍後初出場し、2得点を記録した。

### トゥールーズ
2024年7月8日、リーグ・アンのトゥールーズFCへ完全移籍した。移籍金は非公開。

## 代表歴
2020年10月2日、U-19イングランド代表に初選出され、スコットランドとの親善試合に出場したが、コーチの一人が新型コロナウイルスに感染したため、試合は前半で中止となった。
2023年のUEFA U-21欧州選手権にイングランド代表で出場し、優勝した。
2025年のUEFA U-21欧州選手権にも出場した。

## 人物
父のリチャード・クレスウェルもリーズ・ユナイテッドFCなどに所属した元プロサッカー選手。